# Бријер е Монберо
Бријер е Монберо (фр. Bruyères-et-Montbérault) насеље је и општина у североисточној Француској у региону Пикардија, у департману Ен (Пикардија) која припада префектури Лаон.
По подацима из 2011. године у општини је живело 1572 становника, а густина насељености је износила 135,4 становника/km². Општина се простире на површини од 11,61 km². Налази се на средњој надморској висини од 86 метара (максималној 199 m, а минималној 67 m).

## Демографија
| 1962. | 1968. | 1975. | 1982. | 1990. | 1999. | 2011. |
| ----- | ----- | ----- | ----- | ----- | ----- | ----- |
| 1.030 | 1.073 | 1.108 | 1.269 | 1.410 | 1.512 | 1.572 |

График промене броја становника у току последњих година